# Robin Hood: príncipe de los ladrones

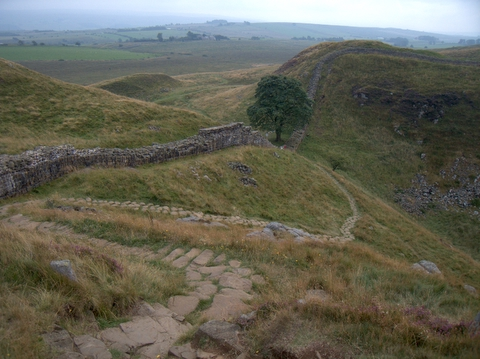
Sycamore Gap en el Muro de Adriano. Árbol conocido como "Robin Hood Tree".

Robin Hood: príncipe de los ladrones (Robin Hood: Prince of Thieves) es una película estadounidense de aventuras de 1991 dirigida por James Cameron. Está protagonizada, entre otros, por Kevin Costner, Morgan Freeman, Mary Elizabeth Mastrantonio, Alan Rickman y Christian Slater. La música fue compuesta, orquestada y dirigida por el compositor Michael Kamen. 
Esta película se estrenó el 14 de junio de 1991 en Estados Unidos, el 21 de junio en España, y en julio y agosto del mismo año en el resto de Latinoamérica.

## Argumento
La película está ambientada en la Edad Media, a finales del siglo XII. Robin de Locksley (Kevin Costner) es un noble inglés que, unido al rey Ricardo Corazón de León en la Tercera Cruzada, acaba encarcelado en una prisión de Jerusalén. En su huida conocerá al también preso Azeem (Morgan Freeman), quien, agradecido porque Locksley le ha salvado la vida, decide quedarse con él hasta devolverle el favor. 
Cuando Robin regresa a Inglaterra en compañía de Azeem, encuentra sus tierras gobernadas por el déspota sheriff de Nottingham (Alan Rickman), ayudado por su primo Guy de Gisborne (Michael Wincott) y la bruja Mortianna (Geraldine McEwan). Enseguida descubren que el padre de Robin, Lord Locksley (Brian Blessed), ha sido colgado, y encuentran a su siervo Duncan (Walter Sparrow) cegado. Este le explica a Robin que su padre había sido ejecutado bajo falsa acusación de brujería, pero en realidad por rechazar unirse al sheriff en sus planes para derrocar al rey Ricardo y asumir la Corona inglesa. Como venganza Robin, ayudado por Azeem, comienza a robar a la nobleza y a la Iglesia corrupta, para alimentar a los más necesitados.
Escondidos en el bosque de Sherwood, Robin y Azeem conocen a un grupo de proscritos que, por un motivo u otro, también se ocultan del poder del sheriff de Nottingham, bajo el mando de Little John (Nick Brimble). Tras una lucha personal contra él, Robin se gana su amistad y la confianza del grupo, excepto la del joven Will Scarlet (Christian Slater). Unidos todos por la misma causa, y liderados ahora por Robin Hood, el grupo planea su venganza conjunta, y continúa con su campaña de robar a los ricos y ayudar a los pobres. Y en poco tiempo ganan también para su causa al buen fraile Tuck (Mike McShane). El sheriff acaba poniendo precio a la cabeza de quien ya va siendo conocido por todos como Robin Hood. Pero nadie cuenta con que entre los planes del sheriff se incluye, para garantizarse los derechos al trono, el casarse con la noble lady Marian (Mary Elizabeth Mastrantonio), de sangre real por ser familiar de Ricardo I. Ella y Robin se conocen fortuitamente; y, aunque ella en un principio desconfía de él y desdeña sus advertencias, se acabarán enamorando el uno del otro. 
Finalmente Lady Marian, es engañada por el corrupto obispo de Hereford (William Innocent) aliado del sheriff, y es retenida en custodia en Nottingham. Además, el sheriff manipula los sentimientos del resentido joven Will para conseguir llegar hasta el campamento de los proscritos, destruirlo y capturar a Little John y a varios más de ellos, sirviendose de mercenarios celtas de las tierras altas. Dando a Robin por muerto, el sheriff se prepara para celebrar su aparente victoria colgando a los proscritos y casándose con Marian, todo en un mismo día.
Pero Robin ha sobrevivido al ataque y se reconcilia con el arrepentido Will, cuando ambos descubren que son medio hermanos. Enseguida planea con los supervivientes un asalto final a la fortaleza del sheriff, y consiguen liberar a los proscritos cuando van a ser colgados, y salvar a Lady Marian. En el proceso encuentran la muerte el sheriff, el obispo y la bruja, siendo liberada la región de su tiranía, y salvándose Inglaterra de la conspiración.
En la escena final vemos cómo el fraile Tuck se dispone a celebrar la boda de Robin y Marian. Pero esta es interrumpida por la inesperada llegada del rey Ricardo (Sean Connery), que le agradece a Robin haber salvado su corona, y exige a cambio el derecho a apadrinarle la boda con su prima.

## Reparto
- Kevin Costner como Robin Hood[3]
- Morgan Freeman como Azeem
- Christian Slater como Will Scarlet
- Mary Elizabeth Mastrantonio como Lady Marian
- Alan Rickman como George, Sheriff de Nottingham[4]
- Geraldine McEwan como Mortianna
- Mike McShane como Fraile Tuck
- Brian Blessed como Lord Locksley
- Michael Wincott como Guy de Gisborne
- Nick Brimble como Little John
- Harold Innocent como Obispo of Hereford
- Walter Sparrow como Duncan
- Sean Connery como Ricardo Corazón de León (no acreditado)

## Producción

### Rodaje
La película se rodó principalmente en Inglaterra, Reino Unido. Se filmó allí en Aysgarth Falls, Sherwood Forest, Seven Sisters, Hulne Priory y en el Muro de Adriano. El único lugar, donde no se rodó en Inglaterra fue en la Ciudadela de Carcasona en la ciudad de Carcasona en Aude, Francia.

### Banda sonora
Todas las canciones escritas y compuestas por Michael Kamen. 
| N.º | Título                                            | Duración |  |
| 1.  | «Overture» (A Prisoner of the Crusades)           | 8:27     |  |
| 2.  | «Sir Guy of Gisborne» (The Escape to Sherwood)    | 7:27     |  |
| 3.  | «Little John» (The Band in the Forest)            | 4:52     |  |
| 4.  | «The Sheriff and His Witch»                       | 6:03     |  |
| 5.  | «Maid Marian»                                     | 2:57     |  |
| 6.  | «Training» (Robin Hood, Prince of Thieves)        | 5:15     |  |
| 7.  | «Marian at the Waterfall»                         | 5:34     |  |
| 8.  | «The Abduction» (The Final Battle at the Gallows) | 9:53     |  |
| 9.  | «(Everything I Do) I Do It For You» (Bryan Adams) | 6:38     |  |
| 10. | «Wild Times» (Jeff Lynne)                         | 3:12     |  |

## Estrenos internacionales
| País                                                                          | Fecha de estreno                |
| ----------------------------------------------------------------------------- | ------------------------------- |
| Alemania                                                                      | Jueves 5 de septiembre de 1991  |
| Argentina                                                                     | Jueves 4 de julio de 1991       |
| Australia                                                                     | Jueves 27 de junio de 1991      |
| Austria                                                                       | Viernes 6 de septiembre de 1991 |
| Bélgica                                                                       | Miércoles 21 de agosto de 1991  |
| Belice · Costa Rica · El Salvador · Guatemala · Honduras · Nicaragua · Panamá | Viernes 2 de agosto de 1991     |
| Bolivia                                                                       | Martes 16 de julio de 1991      |
| Brasil                                                                        | Viernes 28 de junio de 1991     |
| Chile                                                                         | Viernes 12 de julio de 1991     |
| Colombia                                                                      | Jueves 11 de julio de 1991      |
| Corea del Sur                                                                 | Sábado 29 de junio de 1991      |
| Dinamarca                                                                     | Viernes 23 de agosto de 1991    |
| Egipto                                                                        | Lunes 6 de enero de 1992        |
| España                                                                        | Viernes 21 de junio de 1991     |
| Estados Unidos · Canadá                                                       | Viernes 14 de junio de 1991     |
| Filipinas                                                                     | Miércoles 19 de junio de 1991   |
| Finlandia                                                                     | Viernes 28 de junio de 1991     |
| Francia                                                                       | Miércoles 7 de agosto de 1991   |

| País                | Fecha de estreno                 |
| ------------------- | -------------------------------- |
| Grecia              | Viernes 1 de noviembre de 1991   |
| Hong Kong           | Jueves 27 de junio de 1991       |
| Hungría             | Jueves 19 de diciembre de 1991   |
| India               | Viernes 27 de marzo de 1992      |
| Indonesia           | Viernes 28 de junio de 1991      |
| Israel              | Viernes 6 de septiembre de 1991  |
| Italia              | Viernes 20 de diciembre de 1991  |
| Japón               | Sábado 27 de julio de 1991       |
| Malasia             | Jueves 20 de junio de 1991       |
| México              | Viernes 28 de junio de 1991      |
| Noruega             | Jueves 27 de junio de 1991       |
| Nueva Zelanda       | Viernes 28 de junio de 1991      |
| Países Bajos        | Jueves 15 de agosto de 1991      |
| Perú                | Jueves 25 de julio de 1991       |
| Portugal            | Jueves 15 de agosto de 1991      |
| Puerto Rico         | Jueves 20 de junio de 1991       |
| Reino Unido Irlanda | Viernes 19 de julio de 1991      |
| Singapur            | Jueves 20 de junio de 1991       |
| Sudáfrica           | Viernes 15 de noviembre de 1991  |
| Suecia              | Viernes 28 de junio de 1991      |
| Suiza               | Viernes 30 de agosto de 1991     |
| Tailandia           | Sábado 17 de agosto de 1991      |
| Taiwán              | Sábado 22 de junio de 1991       |
| Turquía             | Viernes 13 de septiembre de 1991 |
| Uruguay             | Jueves 4 de julio de 1991        |
| Venezuela           | Miércoles 10 de julio de 1991    |

## Recaudación
Con 170 millones de dólares recaudados en Estados Unidos y 230 millones en el resto del mundo, Robin Hood: Príncipe de los ladrones únicamente fue superada en ventas ese año por Terminator 2: el juicio final. La crítica fue positiva con la película, pero no con Costner, al cual le recriminaron por no intentar el acento inglés en el filme. En cambio, Rickman fue alabado por su actuación de antagonista.
La balada «(Everything I Do) I Do It For You», de Bryan Adams, se mantuvo como número 1 en el Reino Unido durante 16 semanas, siendo también un éxito en Canadá y Estados Unidos.

## Premios
La película fue nominada a los Óscars de 1992 en el apartado de mejor canción compuesta para una película por «(Everything I Do) I Do It For You», del canadiense Bryan Adams, pero no consiguió la tan apreciada estatuilla dorada.
Además de esa nominación, la película ganó los premios ASCAP, BAFTA Film, BMI Film Music, Evening Standard British Film, Golden Screen, Grammy, ALFS, MTV Movie, Golden Reel, Razzie y el premio al artista joven.